# Michel Félibien
Pour les articles homonymes, voir Félibien.
Michel Félibien, né le 14 septembre 1665 et mort le 25 septembre 1719, est un moine bénédictin de la congrégation de Saint-Maur, profès de l'abbaye de Saint-Germain-des-Prés.

## Biographie

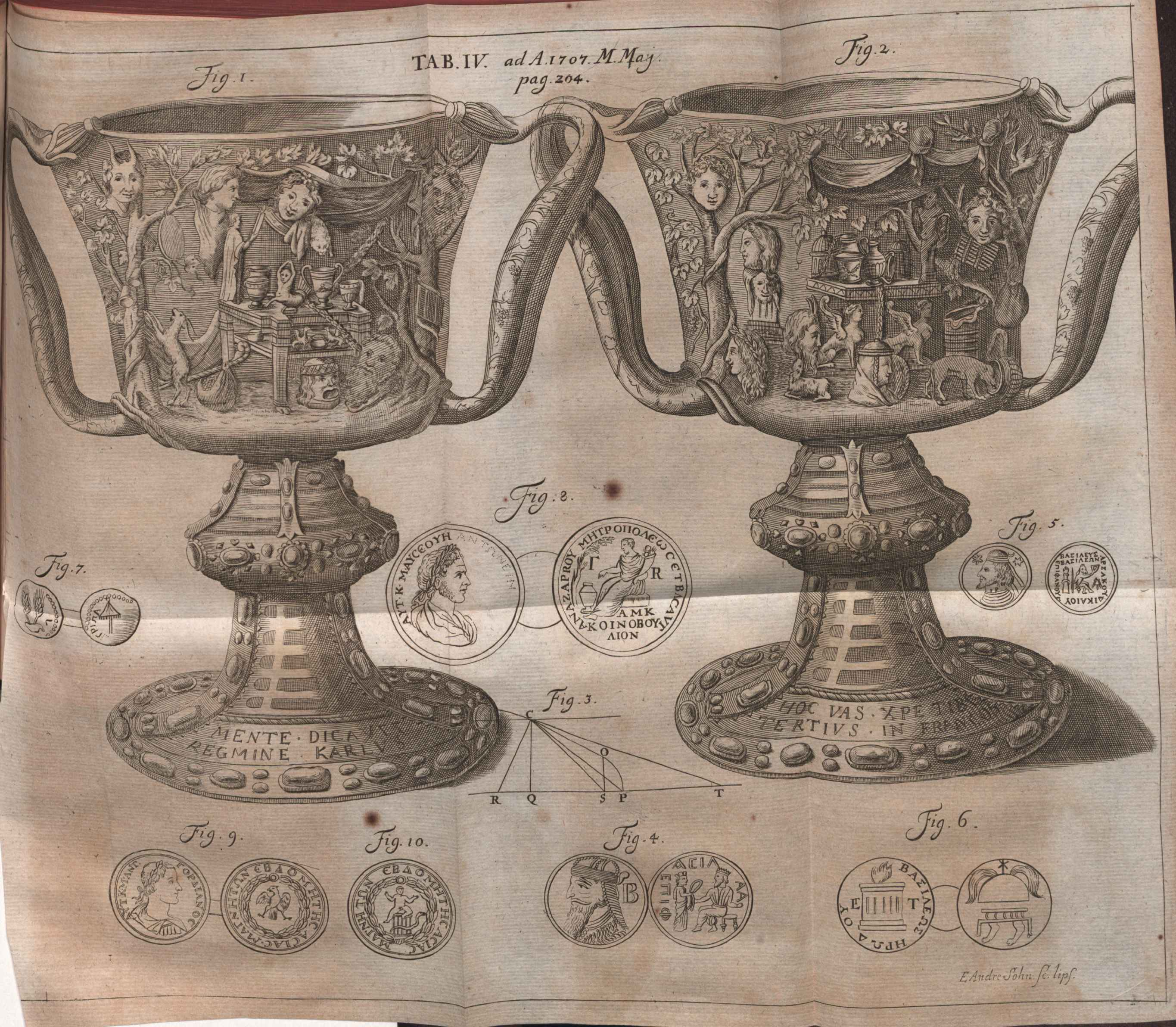
Fig. 1 et 2. Illustration à la critique de lHistoire de l'Abbaye royale de S.Denis publiée sur les Acta Eruditorum du 1707

Michel Félibien est le fils d'André Félibien, historien français, et le frère de Jean-François Félibien, architecte et historiographe du roi.
En hommage à son travail d'historien de la ville de Paris, la rue Félibien est créée en 1817 dans le 6e arrondissement de Paris.

## Œuvres

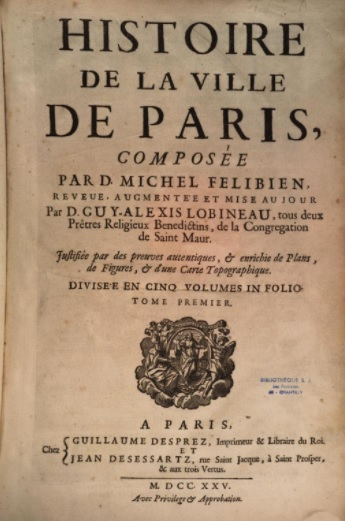
Page de titre de lHistoire de la ville de Paris composée par Félibien.

- Histoire de l'abbaye royale de Saint Denys en FrancePour illustrer cet ouvrage, le plus connu de Félibien, sur l'abbaye de Saint-Denis, on a gravé cinq planches figurant le  trésor de l'abbaye, aujourd'hui largement disparu.
- Vie de Mme d'Humières, Abbesse et réformatrice de l'Abbaye de Monchy, de l'ordre de Cîteaux, décédée le 20 janvier 1710, Paris, 1711[1]Biographie de l’abbesse Anne-Louise de Crevant d'Humières. Comprend un petit écrit de l'abbesse[2].
- Histoire de la ville de ParisInachevé à la mort de Félibien, l'ouvrage fut terminé par Dom Lobineau et publié en 1725.
  - T. I ; t. II ; t. III ; t. IV ; t. V